# Žirje
Otok Žirje je jedini trajno naseljeni pučinski otok među šibenskim otocima. Žirje je smješteno 22 kilometra jugozapadno od Šibenika na dodiru s nacionalnim parkom Kornati, površine je 15,08 km2, duljine 12 kilometara i ukupne duljine obale 41,8 km. Otok je pretežno sastavljen od vapnenca, reljefno je zanimljiva kompozicija na kojoj se uzdužno prostiru dva izdignuta bila, a u srednjem dijelu je plodno polje veliko 108 hektara (od ukupno 1508 hektara koliko ima čitav otok).  Na otoku postoji osam prirodnih spilja i jama: Golubnica, Mala Jama, Podvodnje, Gravanjača, Mala buža u Tratinskoj, Gradina, Mala buža za Prisligom i Draževica. Najviši je vrh Kapić (131 m) na kojem je očuvan kružni bedem prethistorijskog zbježišta. Na brdu Vela glava koji dominira Samogradskim vratima, južnim ulazom u Kornatsko otočje, je postavljen vidikovac s identificiranim točkama u okolici.

## Obala i uvale
Žirje ima 29 uvala, a u veće i naseljene ubrajaju se: Muna, Koromašnja, Mikavica, Tratinska i Pečenja. Uvala Stupica, kako govori i sam naziv je opasna za sidrenje po jugu, tako da se uvala mora napustiti plovilom i pri prvim naznakama nadolazećeg juga. Razvedenu obalu dodatno krasi sedamnaest okolnih otočića, grebena i hridi. Na otoku se nalaze i dvije prevlake (tzv. tombolo): Kabal i Škrovadica.

## Prometna povezanost
Žirje je s kopnom tj. sa Šibenikom povezano trajektnom linijom i subvencioniranom brzobrodskom linijom. Na otoku je razgranata mreža od trideset kilometara cesta i putova, a prije nekoliko godina postavljena je i prometna signalizacija.

## Povijest
Pretpostavlja se da je otoku ime nadjenuto po nekoć gustim šumama mediteranskog hrasta s plodovima žira. Pretpovijesni lokaliteti su Kapić i Straža (Štacijun). Antički lokalitet je villa rustica na položaju Šandrikov mul u uvali Stupica. Zbog položaja otok je od davnina imao ulogu predstraže pa je bizantski car Justinijan u 6. stoljeću podignuo kasnoantičke utvrde Gradinu (nad uvalom Stupica) i Gusternu (nad uvalom Mala stupica, odmah do bitnice na Zvizduljama). Hrvatski kralj Petar Krešimir IV. darovao je otok 1059. godine benediktincima. Nakon toga su ga bribirski knezovi zajedno s Murterom ustupili Zadranima, a oni ga 1323. godine opet vraćaju pod okrilje Šibenika. Za vrijeme mletačke vladavine posjedi na otoku pripadali su šibenskim plemićkim obiteljima. 
Godine 1572. Turci su za vrijeme Ciparskog rata napali otok, slomili otpor otočana i u potpunosti opustošili otok, zbog čega su Mlečani od njega napravili važno vojno uporište. I mnogo godina kasnije Žirje ostaje važno vojno uporište. Obalne bitnice Zvizdulje i Vela glava sagrađene su za vrijeme austro-ugarske vlasti, talijanska vlast im je dodala promatračnicu na brdu Straža (Štacijun) iznad Sela, a jugoslavenska vojska 1950. ekonomat i zapovjedništvo u Mikuljicama iznad uvale Koromašnja kao i niz protudesantnih položaja na rtovima uvala pod bitnicama. Nekoliko podignutih spomenika svjedoči o događanjima i važnosti otoka za vrijeme Drugog svjetskog rata.

## Seoska zemlja
Tzv. seoska zemlja predstavlja zadnji primjer nerazdijeljenih kolektivnih pašnjaka u Hrvatskoj. Na njima danas više nema ni jedne ovce. Takva vrsta vlasništva je uspomena na ranosrednjovjekovne "seoske općine", čije su zemlje kasnije uzurpirane od pojedinaca, prisvojene od feudalaca i danas postale komunalno ili državno vlasništvo. Otkupom otoka 1876. od njegovih feudalnih gospodara otočani su došli u posjed zemljišta koji je u tom dijelu ostao nerazdijeljen. Uvidom u zemljišno-knjižni uložak 630 (6 km2 nekadašnjih pašnjaka) današnje katastarske općine Žirje može se steći slika vlasničkog stanja; npr. na čestici 1565/121 se od 1983. vodi parnica izvlaštenja kojom vojska želi bez obeštećenja doći do vlasništva 47 hektara svojih napuštenih uporišta. Taj je uložak zbog broja suvlasnika vjerojatno najomraženiji svezak za prepisivanje pri današnjim presuđivanjima u Šibeniku (nema nabrajanja zemljišno-knjižnih suvlasnika kraćeg od tri stranice), što je očito i po njegovom fizičkom stanju.

## Domovinski rat
Za razliku od drugih mjesta, s vojnih uporišta nije odneseno oružje za kasnija okupatorova pustošenja već je ključna bitnica obalnog topništva na brdu Zvizdulje zauzeta i pripremljena za obranu. Jedinstven je primjer da je obalno topništvo (4 topa kalibra 90 mm) bilo popunjeno policijom. Odatle je 16. rujna 1991. prihvaćena bitka za Šibenik pred udarima neprijatelja s mora, od tenkova pred šibenskim mostom i od napada iz zraka, rušenjem dvaju ratnih zrakoplova agresora. U opskrbljivanju bitnice bilo je uposleno čitavo selo, mještani su dislocirali streljivo, pripremali hranu, privatno dovozili benzin za agregat ili prevozili rakete za prijenosni lanser. U napadima je osim na vojne položaje pucano i po Selu, a nakon napada zrakoplova požari su izbili na pet mjesta po otoku. U gašenju su pomogli i susjedi s Kaprija, od kojih je potom sačinjena momčad prvog, kasnije nazvanog "kaprijskog" topa. Nakon prvih pogodaka u šibenskoj luci bitnica je iz kodnog naziva "Sarajevo" preimenovana u "Hrvatska", kasnije često spominjana kao "Ruža hrvatska".

## Stanovništvo
1921. godine na Žirju je živjelo 780 stanovnika. Do danas se taj broj pod utjecajem snažnog emigriranja, osobito mlađeg dijela populacije, smanjio deset puta, iako posljednji popis stanovništva iz 2001. godine ima 250 stanovnika, na otoku živi svega 78 stalnih, a stanovništvo je staro. Najveće je Selo u unutrašnjosti otoka na prisoju onkraj Polja, povijesno je novije manje naselje Riva na pristaništu u uvali Muna, dok je dio uvala naseljen tek sezonski s pokojim primjerom trajnog obitavanja (Mikavica, Koromašnja). Stanovništvo se bavi pretežno poljoprivredom i ribarstvom. Zbog nekoliko valova emigracije Žirjana danas ima po čitavome svijetu, od Sjeverne Amerike do Australije. 

## Prirodno bogatstvo
Na otoku je zabilježeno 451 biljnih vrsta od kojih se osobito ističe šest vrsta orhideja, među kojima je Limodorum abortivum (L.), te mnoge ljekovite i aromatične biljke. Prevladava makija koja je služila za ispašu, a značajno je i prisutstvo borovih šuma te sitne divljači. Peticijom je zatražena zaštita krajolika uvale Stupice, a dio istoga je pred nekoliko godina uništen u požaru. Od poljoprivrednih kultura uzgajaju se maslina, vinova loza, smokva, pet sorti šljiva i bademi uglavnom u plodnom polju smještenom u unutrašnjosti otoka, ali i u suhozidima koji su jedan od najslikovitijih pejsažnih motiva. Aktualan je i projekt spašavanja zelene slive (sitni ringlo, vrhunska konzumna vrsta), a akvatorij otoka poznat je po povijesnim lovištima koralja i po brojnim lovištima ribe.

## Kulturna baština
Na Žirju su registrirana četiri kulturna dobra. To su:
- župna crkva sv. Marije, u starom dijelu koji danas služi kao apsida sagrađena 1480. godine, u današnjem opsegu sagrađena 1891., posvećena 1906., obnovljena 1964.
- utvrde iz 6. stoljeća na lokalitetu Gradina (zapovjedna za ovaj dio tvrđavnog lanca iz tog vremena) i druga na lokalitetu Gušterne (nije dovršena u gradnji, sačuvana je cisterna i tvrđavni perimetar), obje trajno zaštićene 1977. godine pred početak arheoloških iskapanja
- petoprostorna bunja Stari stan u predjelu Samograd je preventivno zaštićena 1998. godine (to je bila prva zaštita jedne suhozidne građevine u Hrvatskoj), a 2008. godine trajno.

Osim župne crkve podignute su još četiri crkvice i kapele: sv. Nikola u uvali Mikavica, stara Gospina crkvica u uvali Muna, kapelica Gospe od Sedam Žalosti kraj Polja i kapelica u Maloj Nozdri.
Blagdan Velike Gospe (15. kolovoza) smatra se i seoskim praznikom, a karakterizira ga i procesija u kojoj se spomenuti kip nosi selom.
U novije vrijeme otkriveno je i bogato podmorsko arheološko nalazište nedaleko obale između uvala Mune i Koromašne. To je nalazište bogato amforama, te je zaštićeno kavezom od devastacije. Krajolik i stare kuće izgrađene u karakterističnom mediteranskom stilu toliko su živopisne da su i same spomenici koji svjedoče o prošlome vremenu.
Na Žirju se održava kulturni festival bodulske kulture.

## Znameniti i poznati Žirjani
- Miro Alić, zapovjednik topničke bitnice za rata
- Ivan Dobra Žirjanin
- Roko Dobra
- Eduard Kale
- Jadran Kale
- Ante Mrvica
- Velimir Pašara
- Jerko Šižgorić
- Ljiljana Dobra

Porijeklom su sa Žirja i:
- Miro Bilan, košarkaš
- Željko Jerkov, košarkaš
- Ivo Mikuličin, novinar, skladatelj i klapski voditelj
- Ivana Mikuličin, novinarka
- Maksim Mrvica, pijanist

## Kurioziteti
- Putevi probijeni 1991./1992. (Kućišta-Obrnja) su jedine hrvatske ceste u rangu od županijskog značaja koje su u privatnom vlasništvu.
- Prije početka odvoženja iskorištenih vozila 2003. godine na otoku su na svakog stanovnika dolazila tri automobila, u voznom stanju ili olupine.
- Nerazdijeljeno zajedničko zemljište otočana veliko preko 600 ha je najveći privatni posjed u Hrvatskoj, sudeći po tvrdnjama državnog tajnika u Ministarstvu poljoprivrede, ribarstva i ruralnog razvitka. Objašnjavajući 24. VII. 2008. zašto je u Nacrtu prijedloga zakona o poljoprivrednom zemljištu izostavljeno ograničenje prodaje zemljišta od 300 hektara, ustvrdio je da "osim države i Crkve nitko u vlasništvu nema više od 300 ha" (Poslovni dnevnik, 25. VII. 2008.)

## Vanjske poveznice
|  | Zajednički poslužitelj ima još gradiva o temi Žirje |

- Wikinfo: Žirajski otoci
- Internetska stranica ekološke udruge Žir, Žirje  Arhivirana inačica izvorne stranice od 1. lipnja 2007. (Wayback Machine)
- Digitalna gruntovnica u kojoj se može vidjeti z-k uložak 630 k. o. Žirje